# Freixo de Espada à Cinta e Mazouco
Freixo de Espada à Cinta e Mazouco (llamada oficialmente União das Freguesias de Freixo de Espada à Cinta e Mazouco) es una freguesia portuguesa del municipio de Freixo de Espada à Cinta, distrito de Braganza.

## Historia
Fue creada el 28 de enero de 2013 en aplicación de una resolución de la Asamblea de la República de Portugal promulgada el 16 de enero de 2013 con la unión de las freguesias de Freixo de Espada à Cinta y Mazouco, pasando su sede a estar situada en la antigua freguesia de Freixo de Espada à Cinta.

## Demografía
| Gráfica de evolución demográfica de Freixo de Espada à Cinta e Mazouco entre 2011 y 2021 |
|                                                                                          |
| Datos según el nomenclátor publicado por el INE portugués.                               |